# Preludio op. 28 n. 3 (Chopin)
Il Preludio Op. 28 n. 3, conosciuto anche con il titolo apocrifo di Tu, Arte, sei come un fiore, è una composizione per pianoforte scritta da Fryderyk Chopin probabilmente fra il 1833 e il 1834.

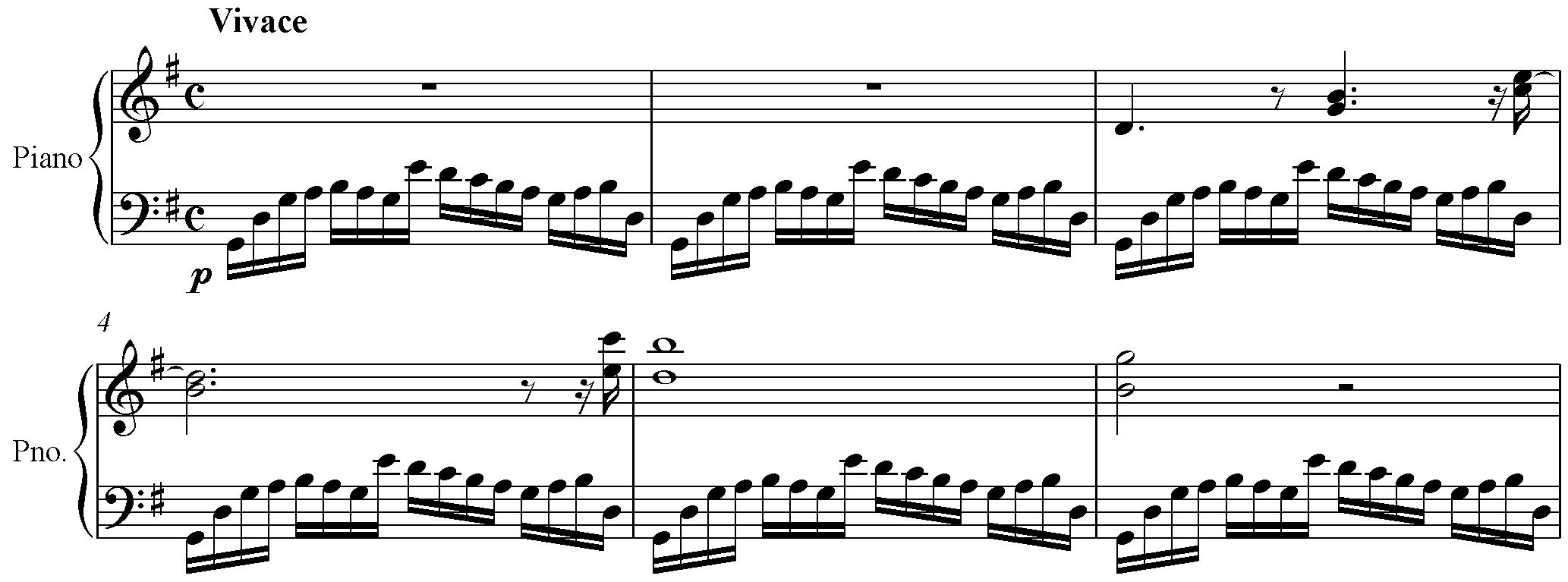
Battute iniziali del Preludio op. 28 n. 3

Il preludio, in Sol maggiore, ha come indicazione Vivace e dura solo un minuto, è infatti di sole 33 battute. Contrasta nettamente con il preludio precedente della raccolta, in La minore, dall'atmosfera tragica. Il brano inizia con una veloce ventata di semicrome al basso che portano in un'atmosfera primaverile di spensieratezza e leggerezza; la mano destra propone una semplice e aggraziata melodia costruita su quattro brevissimi periodi di cui il primo e il terzo sono uguali, mentre l'ultimo si collega direttamente alla Coda finale; un rapido e leggero arabesco percorre tutta la tastiera con le due mani unite nel moto in ottava. Appena il tempo di un respiro e l'incanto si dissolve. Il brano iniziato in Sol maggiore presenta diverse modulazioni, dal Re maggiore al Do maggiore, per tornare nel finale alla tonalità iniziale. Alcuni musicologi hanno voluto vedere un'analogia nella struttura della parte della mano sinistra con lo Studio in Do minore Op.10 n.12